# Centrální hřbitov na Kladně
Centrální hřbitov na Kladně je areál s několika hřbitovy v městské části Švermov na Kladně. Nachází se v severní části města, v ulici Hřbitovní.

## Historie

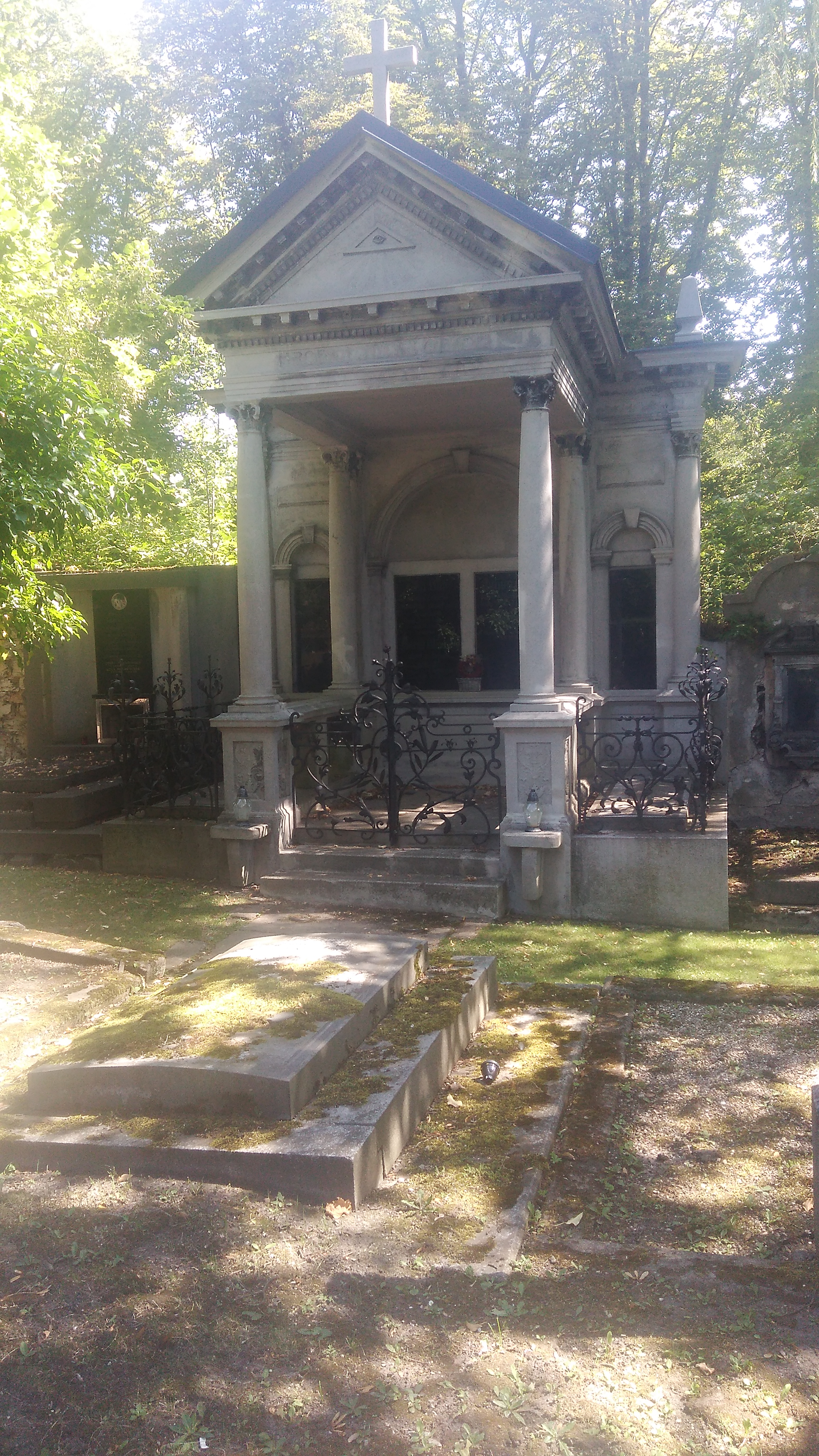
Kaplová hrobka na kladenském hřbitově

Hřbitov byl zřízen koncem 19. století poblíž silnice do Švermova jako nový městský hřbitov, primárně náhradou za pohřebiště v pozdějších Dvořákových sadech fungující od roku 1831 do roku 1898 (před tím také dva hřbitovy v centru města). Na tomto pozemku byla následně v letech 1910 až 1912 postavena budova Městského divadla Kladno.
Na hřbitově byla postavena novorománská[zdroj?] hřbitovní kaple sloužící též jako obřadní síň. Židé z okolí byli pohřbíváni na židovském hřbitově zřízeném ve východní části areálu roku 1889. Poblíž židovského hřbitova byla později postavena také malá hřbitovní kaple. Podél zdí areálu je umístěna řada hrobek významných obyvatel města, pohřbeni jsou na hřbitově i vojáci a legionáři bojující v první a druhé světové válce.
Roku 1993 bylo v Dubí, u silnice na Buštěhrad, dostavěno a zprovozněno městské krematorium.

## Osobnosti pohřbené na tomto hřbitově
- Josef Hrabě (1839–1899) – purkmistr města
- MUDr. Jaromír Jiroutek (1901–1971) – pediatr, zakladatel dětského oddělení kladenské nemocnice
- František Kloz (1905–1945) – fotbalista a národní reprezentant
- Václav Krotký (1855–1920) – stavitel a urbanista
- Jitka Válová (1922–2011) – akademická malířka a výtvarnice
- Květa Válová (1922–1998) – malířka
- Jan Váňa (1811–1864) – horník, objevitel místních uhelných ložisek (náhrobek přenesen ze starého hřbitova)
- Jaroslav Volf (1896–1977) – sochař

## Další hřbitovy v Kladně
- hřbitov Dubí, u Kralupské ulice
- hřbitov u kostela Narození sv. Jana Křtitele v Dubí, v lese
- hřbitov v Rozdělově, u Rakovnické ulice
- hřbitov ve Švermově, ulice Malá strana
- nový hřbitov ve Švermově, Velvarská ulice v Hnidousích, od roku 1912[3]
- hřbitov ve Vrapicích, u kostel sv. Mikuláše
- hřbitov ve Vrapicích, ulice Václava Černého
- nejstarší zrušený hřbitov u kostela Panny Marie u radnice (do roku 1824)
- zrušený menší hřbitov u kaple sv. Floriána (do roku 1831)
- zrušený hřbitov u divadla v Kladně (1831-1898)

v okolí (výběr)
- hrobka Kinských (Budenice)
- starý a nový židovský hřbitov v Hostouni
- v roce 2020 bylo zřízeno zvířecí krematorium v Drnově u Slaného podle návrhu architekta Petra Hájka, vchod zdobí zrcadlo 6x11 m